# 이용주 (가수)
이용주(1983년 10월 13일 ~ )는 대한민국의 가수다. 2011년 노래 '청춘아'로 데뷔했다.

## 방송
- 굿모닝 대한민국 라이브 (2020~2022)
- 트롯 전국체전 (2020) - Top87
- 보이스킹 (2021) - Top40(32위)
- 아침마당 (2021)

## 음반
- 청춘아 (2011)
- 행복배달가수 이용주 (2020)
- 이용주 순백의 여인 (2021)
- 이용주 삼백육십오일(365일) (2021)
- 행복배달가수 이용주 정규1집 (2021)
- 이용주 당신에게 하고픈 말 (2022)
- 이용주 쥐포구이(울할머니) (2022)
- 이용주 세월의 시 (2023)
- 이용주 추남시대 (2023)
- 이용주 덕분에 (2023)
- 이용주  꽃분이(2024)
- 이용주  간다간다 나는 남자다(2024)